# Cischingini
Die Sprache Schingini (auch ashaganna, ashingini, aschingini, chisingini, maunchi, mawanchi, kambari, kamberri, kamberchi, yauri oder agwara kambari genannt) ist eine der platoiden Sprachen Nigerias. Sie tritt in den beiden Dialekten Cischingini (ISO-Code [asg]) und Tsischingini [tsw] auf.
Sie ist eine der sechs Sprachen der Untergruppe Kambar, einer größeren Gruppe der Kainji-Sprachen, und wird von 100.000 Menschen in den Bundesstaaten Niger und Kebbi auf beiden Ufern des Flusses Niger gesprochen.
Der Name des Volkes, das diese Sprache spricht, ist Ashingini. Der Hauptdialekt der Sprache ist das Rofia. Viele Cishingini-Sprecher gehen inzwischen dazu über, die landesweite Amtssprache Englisch zu sprechen, allerdings können einige auch Haussa kommunizieren.